# Senzo Meyiwa
Senzo Meyiwa (Durban, 24 de septiembre de 1987 - Boksburg, 26 de octubre de 2014) fue un futbolista sudafricano que jugaba en la demarcación de portero. Una estrella en su país en la selección "Bafana-Bafana" y fue también capitán del combinado nacional.

## Biografía
Debutó en 2005 como futbolista con el Orlando Pirates de la mano del entrenador serbio Kosta Papić. Jugó durante toda su carrera en el club sudafricano, jugando un total de 93 partidos —73 de liga y 20 de copa—. Llegó a ganar la Premier Soccer League en dos ocasiones, la Copa de Sudáfrica en otras dos ocasiones, la MTN 8 y la Telkom Knockout. Su último partido para el club fue el 21 de octubre contra el Mpumalanga Black Aces FC.

### Fallecimiento
Cuando fue a visitar a su novia, tres sujetos entraron a la casa de la novia de Meyiwa, la actriz y cantante Kelly Khumalo. Le dispararon en la cabeza cuando uno de los que entraron quiso robarle el teléfono móvil. Fue trasladado a un hospital, pero ya había fallecido, a los 27 años de edad. El clásico del fútbol africano, entre el Orlando Pirates y Kaizer Chiefs, previsto para el próximo sábado, fue suspendido tras la muerte del portero.

## Selección nacional
Jugó un total de siete partidos para la selección de fútbol de Sudáfrica. Debutó en partido amistoso contra Lesoto el 2 de junio de 2013. Su último partido para el combinado se celebró el 15 de octubre de 2014 contra el Congo en un partido de clasificación para la Copa Africana de Naciones de 2015.

## Clubes
| Club            | País      | Año         | Partidos | Goles |
| --------------- | --------- | ----------- | -------- | ----- |
| Orlando Pirates | Sudáfrica | 2005 - 2014 | 93       | 0     |

## Palmarés

### Campeonatos nacionales
| Título                | Club            | País      | Año  |
| --------------------- | --------------- | --------- | ---- |
| MTN 8                 | Orlando Pirates | Sudáfrica | 2010 |
| Premier Soccer League | Orlando Pirates | Sudáfrica | 2011 |
| Copa de Sudáfrica     | Orlando Pirates | Sudáfrica | 2011 |
| MTN 8                 | Orlando Pirates | Sudáfrica | 2011 |
| Telkom Knockout       | Orlando Pirates | Sudáfrica | 2011 |
| Premier Soccer League | Orlando Pirates | Sudáfrica | 2012 |
| Copa de Sudáfrica     | Orlando Pirates | Sudáfrica | 2014 |